# Asty-Moulin
Asty-Moulin, aussi écrit Hastimoulin, est un lieu-dit et quartier de Saint-Servais, aujourd'hui faubourg septentrional de la ville de Namur (Belgique), situé plus précisément au nord de la gare de Namur.
Les lieux sont principalement connus pour l'établissement Institut Technique de Namur (ITN) qui fait partie du centre scolaire Asty-Moulin, ainsi que les anciennes carrières (exploités de 1850 à 1975) et les fours à chaux. Ils ont fait maintenant place à la nature et en est un lieu de promenade, le site est classé par Natura 2000 pour divers animaux : les lézards des murailles, les papillons némusiens et les hiboux grands ducs, cependant ces derniers n'y viennent que pour se nourrir.